# 140년대
140년대는 140년 1월 1일부터 149년 12월 31일까지이다.

## 중요한 인물
- 안토니누스 피우스: 로마 황제(138년-161년)

## 목록
- 140년
- 141년
- 142년
- 143년
- 144년
- 145년
- 146년
- 147년
- 148년
- 149년

| Disambiguation icon | 이 문서는 명칭이 같고 같은 종류에 속하는 여러 대상을 연결하는 색인 문서입니다. |